# Llista d'aerolínies d'Àustria
La següent és un llista d'aerolínies que han rebut el Certificat d'Operador Aeri per part de l'Autoritat d'Aviació Civil d'Àustria
| Aerolínia                    | IATA | OACI | Indicatiu       | Aeroports HUB               | Notes |
| ---------------------------- | ---- | ---- | --------------- | --------------------------- | --- |
| Air Sylhet                   | SL   | SHR  | SYLHET          |                             | |
| Austrian                     | OS   | AUA  | Austrian        | Aeroport de Viena           | |
| Austrian Arrows              | VO   | TYR  | Tyrolean        | Vienna Airport              | posseïda al 100% per austríacs. Anteriorment anomenada Tyrolean Airways. Tots els vols d'Austrian Arrows són operats amb nombres de vol OS austríacs. |
| Austrojet                    |      | AUJ  |                 | Aeroport de Salzburg        | |
| BFS Business Flight Salzburg |      |      |                 |                             | |
| Clevair                      |      |      |                 |                             | |
| Golden City Airlines         |      |      |                 |                             | |
| Grossmann Air Service        |      | GSJ  | Grossjet        |                             | |
| InterSky                     | 3L   | ISK  | Inter Sky       | Aeroport de Friedrichshafen | |
| Jetalliance                  |      | JAG  | JETALLIANCE     |                             | |
| Mali Air                     |      | MAE  | Mali Airexpress | Aeroport de Graz            | |
| MAP Jet                      | AQ   | MPJ  | MAPJET          |                             | |
| Niki                         | HG   | NLY  | Niki            |                             | |
| PTL Airlines                 |      |      |                 |                             | |
| People's Viennaline          | PO   | PEV  |                 |                             | |
| Tyrol Air Ambulance          |      |      |                 |                             | |
| Tyrolean Jet Services        |      | TJS  | Tyroljet        |                             | |
| Welcome Air                  | 2W   | WLC  | Welcomeair      | Aeroport d'Innsbruck        | |